# Sainte-Blandine (Deux-Sèvres)
Sainte-Blandine foi uma comuna francesa na região administrativa da Nova Aquitânia, no departamento de Deux-Sèvres. Estendia-se por uma área de 16,27 km². Em 2010 a comuna tinha 697 habitantes (densidade: 42,8 hab./km²).
Em 1 de janeiro de 2019, passou a formar parte da comuna de Aigondigné.